# EBOE 8
Die Tenderlokomotive 8 wurde von der Lokomotivfabrik Henschel für die Elmshorn-Barmstedt-Oldesloer Eisenbahn (EBOE) als Universallokomotive gebaut. Sie ähnelte den um dieselbe Zeit gebauten Altmärkische Kleinbahn 201–205 und ist eine der wenigen Lokomotiven kleinerer Leistung mit Heißdampf.
Ihr Einsatzgebiet waren außer bei der EBOE die Prenzlauer Kreisbahnen, wo sie die Nummer PK 15 trug. Nach dem Zweiten Weltkrieg wurde die Lokomotive von der Deutschen Reichsbahn übernommen und erhielt die Betriebsnummer 89 6276. 1966 wurde sie ausgemustert und verschrottet. Sie war öffentlich als größerer Henschel-Kleinbahntyp 1914 bezeichnet worden.

## Geschichte

### Vor dem Zweiten Weltkrieg
Bei Lokomotiven von Privatbahnen zeigte sich in der Leistungsklasse von 300 bis 400 PS um die Zeit vor dem Ersten Weltkrieg eine abwartende Haltung gegenüber dem schon nach der Jahrhundertwende praktizierten Antrieb mit Heißdampf. Als Grund dafür wurde genannt, dass viele Werkbahnen die Lokomotiven mit Nassdampf durch ihre geringere Wartung bevorzugten.
Die Elmshorn-Barmstedt-Oldesloer Eisenbahn stand dem Fortschritt aufgeschlossen gegenüber und bestellte ein Exemplar, das der Preußischen T 3 ähnlich war, jedoch mit Heißdampf betrieben wurde. Die Lokomotive erhielt die Nummer 8 und wurde nach elf Jahren Betriebseinsatz an eine Schrottfirma in Berlin übergeben.
Von dort übernahmen die Prenzlauer Kreisbahnen 1926 die Lokomotive und bezeichneten sie als PK 15.

### DR 89 6276
Die Maschine kam nach 1949 durch die Verstaatlichung der Prenzlauer Kreisbahnen zur Deutschen Reichsbahn. Dort erhielt die Lokomotive die Betriebsnummer 89 6276 und war von 1950 bis 1957 im Bahnhof Prenzlau beheimatet. Von 1962 bis zu ihrer Abstellung gehörte sie nach Wriezen. Sie soll auch in Pasewalk eingesetzt gewesen sein und wurde 1965 abgestellt sowie ein Jahr später ausgemustert und verschrottet.

## Technik
Die Lokomotive war von ihrer Optik her der T 3 ähnlich, wich jedoch in den Abmessungen erheblich von der preußischen Normallok ab. Der Blechrahmen diente als Wasserkasten. Die Radsätze waren fest im Rahmen gelagert. Der zweite Radsatz war der Treibradsatz. Die ersten beiden Radsätze waren mit Blattfedern oberhalb des Rahmens abgefedert, auch der Ausgleichhebel zwischen ihnen war oberhalb des Rahmens angeordnet. Die Steuerung war mit Kolbenschieber ausgeführt, den Druckausgleich besorgten Druckausgleicher der Bauart Winterthur. Der Kreuzkopf wurde einschienig ausgeführt, es wurde eine Heusinger-Steuerung verwendet. Es hieß, dass die Lastverteilung der Lok etwas ungleichmäßig war, der vordere Radsatz mit etwas über 12 t und der hintere 11 t. Das bedingte einen etwas unruhigen Lauf, was jedoch bei den niedrigen Geschwindigkeiten keine große Rolle spielte.
Die Lokomotive besaß einen Kessel aus zwei Schüssen, der vordere kürzere trug den Dampfdom, der hintere den Sanddom. Er lag frei über dem Rahmen. Es wurde ein Überhitzer der Bauart Schmidt genommen. Der Stehkessel mit Sicherheitsventil Bauart Ramsbotton besaß eine Feuerbüchse aus Kupfer. Die nach preußischen Bauprinzipien gestaltete Rauchkammer stützte sich auf einem genieteten Sattel am Rahmen ab. Gespeist wurde der Kessel von zwei Strahlpumpen.
Außer dem Rahmenwasserkasten lagen vor dem Führerhaus zwei kurze seitliche Wasserkästen. Der Kohlenvorrat wurde von einem hinter dem Führerhaus liegenden Bunker aufgenommen. Das Führerhaus war ähnlich wie bei der T 3. Auf dem leicht gewölbtem Dach befand sich im vorderen Teil ein quer liegender Lüftungsaufsatz. Die Bremsausrüstung bestand aus der Indirekten Bremse von Knorr und der Wurfhebelbremse.